# Tomas Cramer
 Tomas Cramer  (* 1967 in Cloppenburg) ist ein deutscher Autor von Kriminalromanen, Jugend- und Sachbüchern.

## Leben
Tomas Cramer wuchs in der niedersächsischen Stadt Cloppenburg auf. Er ist ausgebildeter Bankkaufmann, studierte Theologie und absolvierte diverse Seminare zur Trauerbegleitung. Cramer besuchte die Workshops für Kreatives Schreiben, Buchgestaltung und -vermarktung, Schreibwerkstatt.
Cramer veröffentlichte mehrere Jugend- und Sachbücher sowie Romane und Bildbände, fünf davon in regulären Buchverlagen, alle anderen Titel brachte er als Selbstpublikationen heraus. Sein Jugendroman Trauerwelten wurde als Fachbuch des Palliativnetzes gelistet. Neben seinen Buchveröffentlichungen liegen auch Publikationen von ihm zu theologischen Themen in einer Missionszeitschrift vor.
Seit 2019 ist er Mitglied im „Syndikat“, der Autorengruppe für deutschsprachige Kriminalliteratur, und in der „Datenbank der Autoren in Niedersachsen“ des Literaturhauses Hannover gelistet.
Tomas Cramer ist kirchlich-ökumenisch engagiert, verheiratet und hat drei Kinder. Er lebt seit 1991 in Schweringen, einer Gemeinde im Landkreis Nienburg (Weser).

## Bibliografie

### Romane
- Trauerwelten. Isensee, Oldenburg 2006/ Holtzbrinck, Berlin 2013, ISBN 978-3-8442-6956-7.
- Novemberblut. Leda-Verlag, Leer 2016, ISBN 978-3-8641-2201-9.
- Frostland. CW Niemeyer Buchverlage GmbH, Hameln 2020, ISBN 978-3-8271-9555-5.
- Stillesblau. CW Niemeyer Buchverlage GmbH, Hameln 2025, ISBN 978-3-8271-9285-1.

### Jugendbücher
- Das verwunschene Museum. Isensee, Oldenburg 2009, ISBN 978-3-89995-590-3.
- Abenteuer zwischen Insel und Schlangenwald. Epubli (Selbstpublikation), Berlin 2011, ISBN 978-3-8442-0478-0.

### Hörbücher
- Stillesblau. CW Niemeyer Buchverlage GmbH, Hameln 2025, 709 Min. (ungekürzt), gelesen von Marcel Dufanal, ISBN 978-3-8271-8856-4.

### Selbstpublikationen

#### Sachbücher
- Die Bibel – Indizien für ihre Zuverlässigkeit. edition nordwest, Epubli, Berlin.
- Glaubensfragen. Epubli, Berlin 2013, ISBN 978-3-8442-7502-5.
- Sola Scriptura – Rom und die Überlieferung. edition nordwest, Epubli, Berlin.
- Glaubenssachen. edition nordwest, Epubli, Berlin.
- Glaubensthemen. edition nordwest, Epubli, Berlin.
- Gedichte der Romantik. edition nordwest, Epubli, Berlin.

#### Bildbände
- Night and Day. edition nordwest, Epubli, Berlin.
- Schweringen – Impressionen. Epubli, Berlin 2014, ISBN 978-3-7375-1718-8.
- Leer (Ostfriesland) – Impressionen. Epubli, Berlin 2013, ISBN 978-3-8442-7333-5.
- Ostfriesland – Impressionen. Epubli, Berlin 2015, ISBN 978-3-7375-6346-8.
- Himmelsbilder – Impressionen. Epubli, Berlin 2016, ISBN 978-3-7418-0114-3.